# Riverview (Hillsborough County)
Riverview ist  ein census-designated place (CDP) im Hillsborough County im US-Bundesstaat Florida mit 107.396 Einwohnern (Stand: 2020).

## Geographie
Riverview liegt rund 15 km südwestlich von Tampa. Der CDP wird von der Interstate 75 sowie dem U.S. Highway 301 (SR 43) durchquert bzw. tangiert.

## Demographische Daten
Laut der Volkszählung 2010 verteilten sich die damaligen 71.050 Einwohner auf 28.183 Haushalte. Die Bevölkerungsdichte lag bei 2997,9 Einw./km². 70,2 % der Bevölkerung bezeichneten sich als Weiße, 17,0 % als Afroamerikaner, 0,4 % als Indianer und 3,1 % als Asian Americans. 5,2 % gaben die Angehörigkeit zu einer anderen Ethnie und 4,0 % zu mehreren Ethnien an. 21,0 % der Bevölkerung bestand aus Hispanics oder Latinos.
Im Jahr 2010 lebten in 45,2 % aller Haushalte Kinder unter 18 Jahren sowie 16,8 % aller Haushalte Personen mit mindestens 65 Jahren. 76,5 % der Haushalte waren Familienhaushalte (bestehend aus verheirateten Paaren mit oder ohne Nachkommen bzw. einem Elternteil mit Nachkomme). Die durchschnittliche Größe eines Haushalts lag bei 2,89 Personen und die durchschnittliche Familiengröße bei 3,27 Personen.
31,6 % der Bevölkerung waren jünger als 20 Jahre, 28,8 % waren 20 bis 39 Jahre alt, 27,8 % waren 40 bis 59 Jahre alt und 12,0 % waren mindestens 60 Jahre alt. Das mittlere Alter betrug 34 Jahre. 48,1 % der Bevölkerung waren männlich und 51,9 % weiblich.
Das durchschnittliche Jahreseinkommen lag bei 65.923 $, dabei lebten 11,3 % der Bevölkerung unter der Armutsgrenze.
Im Jahr 2000 war Englisch die Muttersprache von 92,38 % der Bevölkerung, spanisch sprachen 6,90 % und 0,72 % hatten eine andere Muttersprache.